# 1507 w sztukach plastycznych

Leonardo da Vinci, Mona Lisa

Wydarzenia w sztukach plastycznych i wizualnych w 1507 roku.

## Malarstwo
- Leonardo da Vinci

Mona Lisa (1503–1507) – olej na drewnie, 77 × 53 cm

## Urodzili się
- 14 lutego Luca Longhi, włoski malarz[1].
- Jacopo Strada, włoski malarz[2].

## Zmarli
- 23 lutego Gentile Bellini, włoski malarz[3].
- Fernando Gallego, hiszpański malarz[4].
- Cosimo Rosselli, włoski malarz[5].